# Bilno (powiat włocławski)
Bilno – wieś w Polsce położona w województwie kujawsko-pomorskim, w powiecie włocławskim, w gminie Lubień Kujawski.
| SIMC    | Nazwa             | Rodzaj    |
| ------- | ----------------- | --------- |
| 1034857 | Błota             | część wsi |
| 1034981 | Łukomszczyzna     | część wsi |
| 0865266 | Rumunki Bileńskie | część wsi |

W latach 1954–1959 wieś należała i była siedzibą władz gromady Bilno, po jej zniesieniu w gromadzie Kłóbka. W latach 1975–1998 miejscowość należała administracyjnie do województwa włocławskiego. Według Narodowego Spisu Powszechnego (III 2011 r.) liczyła 233 mieszkańców. Jest siódmą co do wielkości miejscowością gminy Lubień Kujawski.